# Ådring

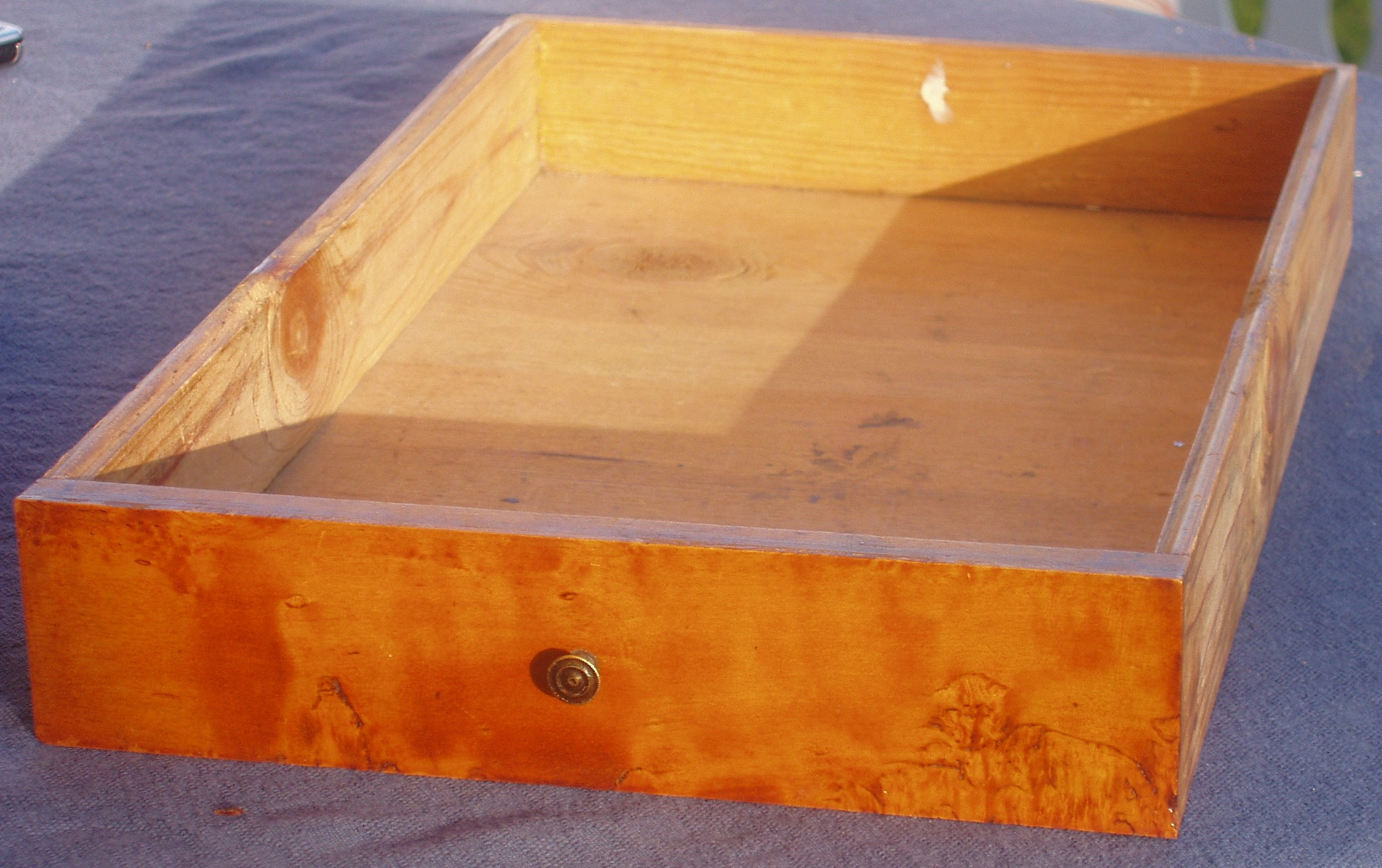
Ådrad låda i "flammad björk"

Ådring eller ådringsmålning innebär att man målar ytor - oftast träytor - så att de ska se ut som andra och mera exklusiva träslag. 

## Ådringsmålning i Sverige - historik
I vasakungarnas slott gjordes ådringsmålning för att anknyta till de internationella stilidealen med ädelträ och träinläggningar (intarsia). I 1600-talets stormannagårdar och borgarhus målades möbler i mörka träfärger, medan man under 1700-talet gärna målade imitationer av ljusa träslag som rödbok eller ljus ek. Imitationerna var sällan särskilt verklighetstrogna men anknöt ändå till de rådande stilidealen.
Fram till 1700-talet förekom ådring, liksom det mesta måleriet överhuvudtaget, i stort bara hos de allra rikaste och i kyrkor där de bekostade inredningen. Under 1700- och 1800-talen utvecklades i allmogens möbelmåleri en mängd metoder för stiliserad "ådring" som inte hade mycket gemensamt med verklighetstrogen träimitation. Den gjordes med laserande färg, ofta "drickafärg" med t.ex. svagdricka som bindemedel, och som redskap användes trasor, träbitar och inte minst den egna handens knogar och fingrar.
Kring 1860 nåddes Sverige av helt nya tekniker för ådringsmålning, introducerad av målare som utbildats i Frankrike. Man arbetade med tunn laserande oljefärg och en rad olika specialpenslar, och för första gången fanns de tekniska möjligheterna att verkligt illusoriskt efterbilda olika träslag. Det gavs ut planschverk med förebilder och instruktioner och en stor grupp hantverksmålare specialiserade sig på ådring och marmorering (stenimitation). Under det sena 1800-talet var imitationsmålning av både trä och sten mycket vanligt i de växande storstädernas hyreshus och offentliga byggnader, och Stockholms skärgårdsflotta byggdes upp och försågs med ådringsmålad inredning.
Den detaljerade och illusoriska ådringsmålningen hade sin storhetstid under decennierna kring 1900. Sedan skedde en gradvis stilisering, man införde nya verktyg för att förenkla arbetet och allt fler målare utförde nu sådant arbete som tidigare varit specialisternas område. På 1930-talet slog de funktionalistiska arkitekturidealen igenom i Sverige och det var inte längre modernt med trä- och stenimitation. Den utvecklade ådringskunskapen började falla i glömska, men ännu långt in på 1940-talet målade man enkel stiliserad "flammad björk" på köksinredningar och liknande.
På 1970-talet vaknade ett nytt intresse för äldre måleri, och de få målare som kunde ådringsmåla fick plötsligt mängder av uppdrag. Det hölls kurser och gavs ut böcker om ådringsmålning och marmorering, och en ny generation målare fick möjlighet att lära sig de gamla teknikerna.

## Teknik
Ådring går så till att man stryker en ljus, pigmenterad, täckande grundfärg . När denna torkat stryker man på en pigmenterad, halvgenomskinlig lasyrolja som man på olika sätt ger en struktur till exempel flammig björk, valnötsrot, kolmårdsmarmor. 